# 여장 (건축)

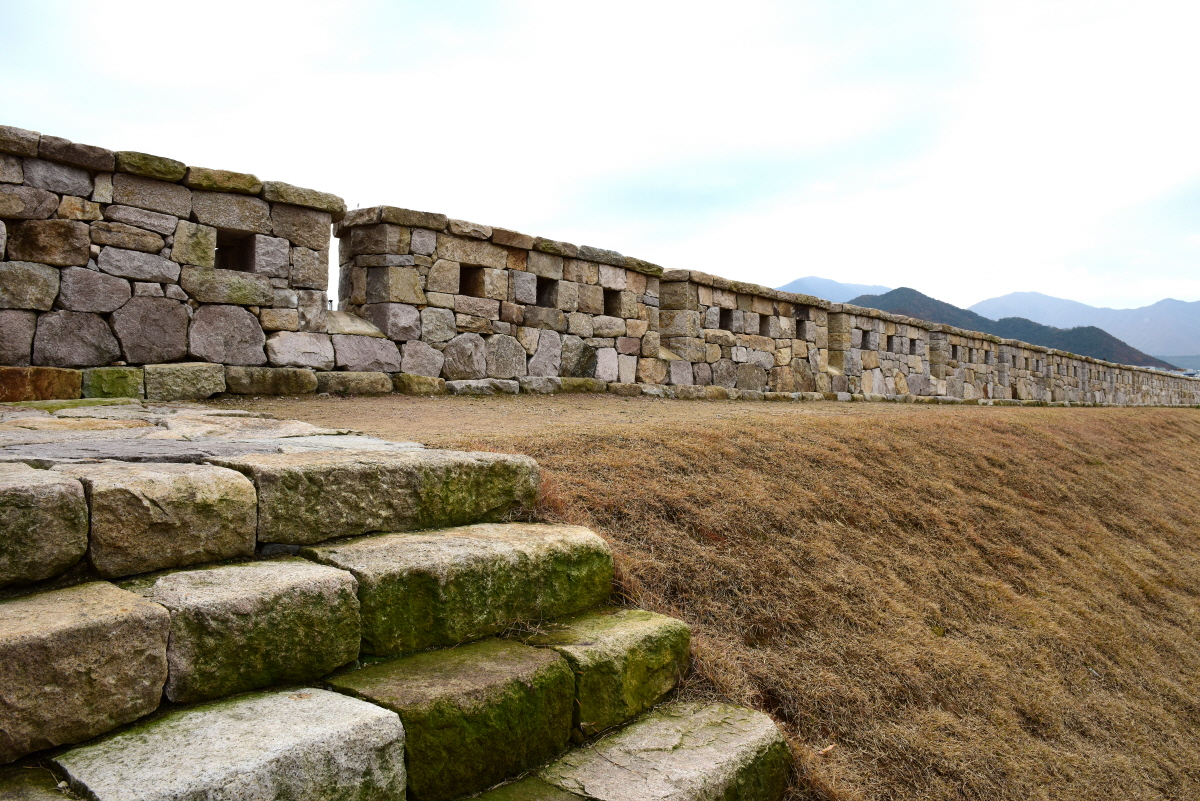
언양읍성 여장

여장(女牆/女墻)은 성곽에서 몸을 숨기기 위해 성 위에 낮게 쌓은 담을 말한다. 여장에는 성 외부를 향해 총 등을 쏠 수 있게 '총안'이라는 구멍을 여장 하나마다 세 개를 뚫어 두었는데, 좌우로 양쪽에 뚫은 것을 원총안(먼 곳을 보는 총안) 가운데에 가까운 곳을 볼 수 있게 뚫은 것을 근총안(가까운 곳을 보는 총안)이라고 한다.